# Горячих, Вениамин Петрович
Вениамин Петрович Горячих (29 октября 1916, Бийск, Бийский уезд, Томская губерния, Российская империя — 22 июля 1972, Фрунзе, Киргизская ССР, СССР) — советский переводчик и литературный критик, член Союза писателей ССР (с 1963 года). Занимался активным переводом киргизской художественной литературы и её редактурой.

## Биография
Родился 29 октября 1916 года в городе Бийске (ныне — Алтайский край).
Трудовую деятельность начал уже в 13 лет — работал учеником слесаря, подручным на кирпично-известковом заводе, грузчиком, строительным рабочим, слесарем, строгальщиком и журналистом. Много ездил по стране. Жил в Сибири, Крыму, на Крайнем Севере, на Сахалине, в Воронеже, Москве и на Камчатке. Работу совмещал с учёбой — сначала в средней школе, потом в институте.
Писать и печататься начал ещё в средней школе, в 1934 году в областной газете «Советский Сахалин» был опубликован его первый очерк «Будний день». С 1936 года Горячих работал заведующим отделом газеты «Советский Сахалин», корреспондентом «Тихоокеанской звезды», ответственным секретарём редакции радиовещания (Москва). В октябре 1940 года Вениамин Петрович переехал в город Фрунзе. Там он работал в газете «Советская Киргизия» очеркистом, заведующим отделом литературы и искусства, ответственным секретарём. Первая критическая статья (о драматургии К. Эшмамбетова) была напечатана в 1940 году в альманахе «Киргизстан».
В начале 1942 года Горячих ушёл добровольцем в армию. После окончания ускоренного курса военно-политического училища он находился на передовой. С ноября 1942 года по февраль 1946 года служил в армейской газете «Мужество» литературным сотрудником, ответственным секретарём. Дважды был ранен. После демобилизации Вениамин Петрович возвратился в Киргизию, работал в газете «Советская Киргизия» заведующим отделом литературы и искусства, был корреспондентом газеты «Советское искусство», корреспондентом Совинформбюро по республике, литературным консультантом Союза писателей, ответственным секретарём альманаха «Киргизстан». С момента реорганизации альманаха в журнал «Литературный Киргизстан», что произошло в 1957 году, Вениамин Петрович длительное время продолжал работать в нём, сначала заведующим отделом прозы, затем — ответственным секретарём.
Изначально, В. Горячих вёл наиболее трудоёмкий в журнале отдел прозы <...> Он, наверное, не был первым пером редакции, но мало кто, как сейчас представляется, мог сравнится с ним в смелости и настойчивости, с какими он добывал нужный для газеты материал.Александр Жирков, критик и литературовед
Вениамин Петрович Горячих — автор более 300 статей по вопросам литературы и искусства, напечатанных в республиканских, центральных газетах и журналах. Часть их вошла в сборники литературно-критических статей. Самостоятельно и в соавторстве им было написано несколько киносценариев и пьес, которые были поставлены на сценах театров Хабаровска, Фрунзе и других городов.
Особенное место в творчестве Вениамина Петровича занимают переводы киргизской художественной литературы. Его перевод рассказа Т. Акматова «Энрико» получил поощрительную премию на конкурсе в честь 50-летия Октябрьской революции. В 1963 году стал членом Союза писателей СССР. Переведённый им рассказ Д. Мавлянова «Лепёшка» получил премию журнала «Огонёк» за 1967 год. Помимо перевода, много сил и времени Вениамин Петрович отдал редактированию художественной литературы. В издательствах «Кыргызстан» и «Мектеп» под его редакцией вышло около 20 романов, повестей и сборников рассказов. В 1984 году его переводы с киргизского рассказов «Связисты» Сооронбая Джусуева, «Сын народа» Саткына Сасыкбаева вошли в сборник «Герои суровых лет». В сборник также были включены рассказы Чингиза Айтматова «Свидание с сыном», Фёдора Самохина «Партизаны» и др.
Скончался в 1972 году во Фрунзе.

## Награды
- Орден Трудового Красного Знамени[5];
- Орден Отечественной войны (II степени)[5];
- Орден Красной Звезды[5];
- Медаль «За победу над Германией в Великой Отечественной войне 1941—1945 гг.»[5];
- Юбилейная медаль «Двадцать лет Победы в Великой Отечественной войне 1941—1945 гг.»[5];
- Медаль «За взятие Будапешта»[5].